# Lucien Bouchard
Lucien Bouchard  (Saint-Cœur-de-Marie, 22 de dezembro de 1938) é um advogado, diplomata e político canadense, tendo sido ministro federal do Meio ambiente. Fundou o Bloco Quebequense, tendo servido como Líder da Oposição na Câmara dos comuns entre 1993 e 1996, e como 27º Primeiro-ministro do Quebec entre 29 de janeiro de 1996 e 8 de março de 2001. 
Apesar de poder concorrer apenas na província de Quebec, o Bloco Quebequense conseguiu tornar-se a oposição oficial da administração federal na eleição geral de 1993. Na função de líder do partido, Lucien Bouchard foi o primeiro político (e até a presente data, o único) separatista a assumir a oposição oficial.
Em 1994 foi vítima da fasciite necrosante, tendo uma perna amputada.

Assinou em 1995 acordo com Jacques Parizeau, líder do provincial Partido Quebequense e Primeiro-ministro do Quebec, e também com Mario Dumont, líder do provincial Ação demócratica do Quebec para realização do plebiscito sobre a independência da província, militando pelo "Sim". Foi derrotado por pequena margem, obtendo 49,42% dos votos, enquanto o "Não" obteve 50,58%.
Como resultado da derrota, Jacques Parizeau renuncia ao cargo de Primeiro-ministro do Quebec. Bouchard foi nomeado como seu sucessor e nomeado premier do Quebec. Retira-se da vida política em 8 de março de 2001, renunciando ao cargo de primeiro-ministro.